# Giuseppe Toscanelli
Giuseppe Toscanelli (Pisa, 30 gennaio 1828 – Pontedera, 27 febbraio 1891) è stato un politico e patriota italiano.

## Biografia
Figlio di Giovanni Battista e Angela Cipriani, la famiglia era originaria della Svizzera e trasferitasi a Pisa nel XVIII secolo. Costruttori edili affermati, negli anni divennero una delle famiglie facoltose della città toscana e acquistarono lo storico Palazzo Lanfranchi, divenuto Palazzo Toscanelli.
Sesto di nove figli, negli studi ebbe come maestro Antonio Guadagnoli. Iscrittosi successivamente all'Università di Pisa, in quegli anni si avvicinò alle idee risorgimentali. Allontanato una prima volta dall'ateneo, venne infine espulso e il padre lo confinò in una tenuta di famiglia in Corsica. Rientrò in Italia e aderì al Battaglione universitario romano guidato dal comandante Livio Zambeccari e prese parte alla prima guerra d'indipendenza. Si trasferì a Venezia e nel 1849 partecipò alla difesa della città contro le truppe austriache guidate da Josef Radetzky. Non potendo rientrare nel Granducato di Toscana divenne esule nella città di Torino per poi rientrare nella sua città natale nel 1850, dove si riscrisse all'università venendo definitivamente espulso a seguito di un duello.
Cognato di Ubaldino Peruzzi che era convolato a nozze con la sorella, fece la conoscenza di Francesco De Sanctis che lo presentò a Cavour. La familiarità con l'ambiente politico lo avvicinò in amicizia a Bettino Ricasoli, che lo influenzò nelle scelte politiche successive quale rappresentante del Regno di Sardegna durante le trattative di annessione del granducato toscano.
Fu tra i primissimi affiliati alla Massoneria del Grande Oriente d'Italia, tra la fine del 1859 e l'inizio del 1860.